# تیم ملی والیبال زنان روسیه
تیم ملی والیبال زنان روسیه تیم ملی والیبال زنان کشور روسیه است.